# Arcana
Arcana je druhé album od rakouské kapely Edenbridge.

## Seznam skladeb
1. „Ascending“ - 01:07
2. „Starlight Reverie“ - 04:13
3. „The Palace“ - 06:56
4. „A Moment Of Time“ - 04:08
5. „Fly On A Rainbow Dream“ - 04:41
6. „Color My Sky“ - 04:34
7. „Velvet Eyes Of Dawn“ - 06:20
8. „The Whisper Of The Ages“ - 06:07
9. „Into The Light“ - 05:22
10. „Suspiria“ - 05:12
11. „Winter Winds“ - 04:43
12. „Arcana“ - 09:48